# معركة ديمبوس
ديمبوس أو معركة دينبوس كانت بين الدولة العثمانية والامبراطورية البيزنطية في عام 1303م/ 702 هـ.

## الخلفية
بعد انتصارهم في معركة بافيوس في 1302م قام الاتراك العثمانيين بمهاجمة الأراضى البيزنطية في جميع أنحاء الاناضول ، الإمبراطور البيزنطي أندرونيكوس الثاني باليولوج حاول لتشكيل تحالف مع المغول الإلخانية ضد التهديد العثماني. ولكن عندما لم يفيده التحالف في تأمين حدوده قرر مهاجمة العثمانيين بجيشه.

## المعركة
ديمبوس كانت أول مدينة بيزنطية يهجم عليها العثمانيين. في عام 1303، تقدم الجيش البيزنطي إلى ينيشهر مدينة عثمانية هامة، شمال شرقي مدينة بورصة. انتصر عثمان بن أرطغرل عليهم بالقرب من ممر ديمبوس في الطريق إلى ينيشهر. وخلال المعركة عانى كلا الجانبين خسائر فادحة. على الجانب البيزنطي ولاة كستيل ودمبوس كانوا بين الخسائر.

## مابعد المعركة
حاول محافظ كيتي الهرب إلى مكان قريب من حصن لوبارديون (حاليا ألوبات) . لكن عثمان بن أرطغرل اعتقله وأعدمه في وقت لاحق أمام الحصن. ثم استسلم الحصن بعدها بمدة.